# Licznik Johnsona
Licznik Johnsona (rejestr Johnsona) – układ funkcjonujący na zasadzie rejestru przesuwającego szeregowo bity. Rejestr ten działa w ten sposób, że bit wpisywany na najstarszą pozycję jest negacją bitu wychodzącego z pozycji najmłodszej. W rezultacie licznik Johnsona liczy w następującym kodzie (przykład dla czterobitowego słowa):
| Stan | Q0 | Q1 | Q2 | Q3 |
| ---- | -- | -- | -- | -- |
| 0    | 0  | 0  | 0  | 0  |
| 1    | 1  | 0  | 0  | 0  |
| 2    | 1  | 1  | 0  | 0  |
| 3    | 1  | 1  | 1  | 0  |
| 4    | 1  | 1  | 1  | 1  |
| 5    | 0  | 1  | 1  | 1  |
| 6    | 0  | 0  | 1  | 1  |
| 7    | 0  | 0  | 0  | 1  |